# 拉波夫拉德马萨卢卡
拉波夫拉德马萨卢卡，是西班牙加泰罗尼亚塔拉戈纳省的一个市镇。总面积43平方公里，总人口430人（2001年），人口密度10人/平方公里。